# Elettroacustica
L'elettroacustica è la scienza che si occupa dell'analisi e della riproduzione dei suoni per mezzo di apparecchiature elettriche, elettroniche ed elettromagnetiche.
Tale scienza affonda le sue radici agli inizi degli anni venti.

## Apparecchiature
- un trasduttore in grado di convertire i segnali sonori in segnali elettrici
- un mezzo per la memorizzazione dei segnali elettrici
  - supporti magnetici
  - supporti ottici
  - supporti a stato solido
- un trasduttore in grado di convertire i segnali elettrici in suoni
- un sintetizzatore sonoro programmabile in grado di generare onde acustiche di diversa intensità, frequenza e timbro.

### Trasduttori di input
Il trasduttore di input più utilizzato è il microfono, ovvero un trasduttore elettroacustico che converte un'onda sonora in un segnale elettrico. Esistono svariati tipi di microfoni, ma i più comuni sono i microfoni a bobina mobile (ossia sono costituiti da una bobina metallica su cui è montato il diaframma è inserita all'interno di un magnete. Il movimento del diaframma genera il movimento della bobina inducendo al suo interno il passaggio di una corrente che rappresenta l'equivalente elettrico dell'onda acustica che ha sollecitato il diaframma stesso), i microfoni a condensatore (nei quali il diaframma costituisce una delle due placche di un condensatore. Il movimento del diaframma fa variare la distanza tra le due placche. Ciò varia la capacità del condensatore e genera una variazione di tensione che rappresenta l'equivalente elettrico dell'onda acustica che ha sollecitato il diaframma) e infine i microfoni a cristallo piezoelettrico (che sfruttano la proprietà di alcune sostanze ceramiche di sviluppare un campo elettrico quando subiscono una deformazione fisica. Quando il cristallo viene deformato dall'onda acustica che investe il microfono genera una variazione di tensione che rappresenta l'equivalente elettrico dell'onda acustica che ha sollecitato il diaframma).

### Trasduttori di output
I trasduttori di output sono oggetti molto comuni ai giorni nostri; la maggior parte di noi li conosce con il termine di altoparlante. Il primo film sonoro della storia, Il cantante jazz, non sarebbe stato tale se all'interno della sala cinematografica non fossero stati montati degli altoparlanti.